# Веригин, Михаил Иванович
Веригин Михаил Иванович (12 января 1930, Цимлянский район, Ростовская область — 3 октября 2000) — советский и российский учёный в области горного дела, горный инженер-геолог. Кандидат геолого-минералогических наук (1973), член-корреспондент РАЕН (1995). Лауреат Государственной премии Российской Федерации в области науки и техники (2001).

## Биография
Родился 12 января 1930 года в станице Цимлянская (ныне не существующая, затоплена водами Цимлянского водохранилища) Цимлянского района Ростовской области.
В 1953 году окончил геологический факультет Криворожского горнорудного института по специальности «Геология и разведка месторождений полезных ископаемых», горный инженер-геолог. Работал участковым геологом шахты имени Кирова рудоуправления имени С. М. Кирова (Кривой Рог). В 1953—1955 годах — аспирант кафедры полезных ископаемых Криворожского горного института.
В 1956—1959 годах — инженер-геолог, старший геолог, главный геолог шахты на одном из урановых месторождений СГАО «Висмут» (ГДР).
В 1959—1962 годах — геолог, старший геолог Белозёрской геологоразведочной экспедиции треста «Днепрогеология» (с. Михайловка, Запорожская область).
В 1962—1968 годах — геолог, главный геолог Новомосковской геологоразведочной экспедиции треста «Днепрогеология» (Новомосковск, Днепропетровская область). В 1968—1975 годах — главный геолог треста «Кривбассгеология» Криворожской геологоразведочной экспедиции объединения «Укрюжгеология» (Кривой Рог, Днепропетровская область).
В 1975—1979 годах — начальник отдела поисковых и разведочных работ на чёрные, цветные, редкие металлы, золото и алмазы Министерства геологии УССР (Киев). С 1979 года — в Министерстве геологии СССР: в 1979—1987 годах — начальник управления чёрных металлов; в 1987—1991 годах — заместитель начальника главного управления рудных и нерудных минеральных ресурсов.
В 1992—2000 годах — руководитель НИОКР горно-геологической компании «Росснедра».
Умер 3 октября 2000 года.

## Научная деятельность
Специалист в области развития и освоения сырьевой базы чёрной металлургии России, Украины и Казахстана. На должности главного геолога Новомосковской геологоразведочной экспедиции треста «Кривбассгеология» внёс весомый вклад в изучение геологического строения и полезных ископаемых Среднего Приднепровья, Западного Донбасса, Криворожско-Кременчугской металлогенической зоны, докембрия и металлогении Украинского кристаллического щита. Впервые выделил на территории Украины метаморфизованные щелочные ультрабазиты центрального типа и обосновал связанный с ними комплекс рудных и нерудных полезных ископаемых. В должности начальника управления чёрных металлов и заместителя начальника Главного управления рудных и нерудных минеральных ресурсов Министерства геологии СССР участвовал в разведке и освоении месторождений полезных ископаемых разных геолого-промышленных типов, в том числе железистых кварцитов, обеспечивших строительство 11 горно-обогатительных комбинатов. При участии расширена и укреплена база чёрной металлургии Северо-Запада, Урала, Западной и Восточной Сибири. Разведал и подготовил к промышленному освоению легкообогатимые железистые кварциты Чаро-Токкинского района (Южная Якутия). Проводил опытно-методические работы по добыче богатых железных руд Курской магнитной аномалии методом скважинной гидродобычи.
Автор более 40 научных трудов, в том числе 5 монографий, по изучению металлогении Украинского кристаллического щита, железистокремнистых формаций докембрия Европейской части СССР (ответственный редактор), минерально-сырьевой базе чёрной металлургии России (ответственный редактор). Руководитель работ по написанию монографии «Железорудная база России».
Один из инициаторов бурения Криворожского железорудного бассейна сверхглубокой скважиной.

### Научные труды
- Геология и история формирования докембрия Среднего Приднепровья. 1969.
- Металлогения Украины и Молдавии / Киев: Наукова думка. 1974.
- Железисто-кремнистые формации докембрия Европейской части СССР / Киев: Наукова думка. 1988.
- Железорудная база России / М.: Геоинфоммарк, 1998.

## Награды
- Государственная премия Российской Федерации в области науки и техники (2001) — за монографию «Железорудная база России» (соавторы: Орлов В. П., Голивкин Н. И., Дмитриев Н. А., Колибаба В. Л., Медведовский С. Я., Евстрахин В. А., Кассандров Э. Г., Веригин М. И.);
- Заслуженный геолог РСФСР (1989);
- Почётный разведчик недр (1989, 2000);
- Медаль «В ознаменование 100-летия со дня рождения Владимира Ильича Ленина» (1970);
- Дважды орден «Знак Почёта» (1976, 1981);
- Серебряная и бронзовая медали ВДНХ СССР (1976, 1981);
- Премия Совета Министров СССР (1991);
- Памятный знак «300 лет Горно-геологической службе России» (2000).

## Память
- Именем названа балка в Днепропетровской области[3].